# تمرد جنوب تايلاند
تعود حركة التمرد في جنوب تايلاند وهي ثورة عرقية في جنوب تايلاند، وأساساً في محافظة فطاني ذات الأغلبية من الملايو، والتي تتكون من المحافظات الثلاث في أقصى جنوب تايلاند، وكثيراً ما انتشر العنف إلى محافظات أخرى في تايلاند. وبالرغم من استمرار حالة التمرد أو كما يطلق عليها البعض ثورة لعقود من الزمان في المنطقة، إلا أن وتيرتها تصاعدت في 2004.
في شهر يوليو من العام 2005 حصل رئيس الوزراء التايلاندي السابق تاكسين شيناواترا سلطات طوارئ واسعة النطاق للتعامل معا حالة التمرد وفي سبتمبر 2006 اعطي سلطات استثنائية اضاقية من الجيش التايلاندي بقيادة القائد العام سونثي بونياراتكالين المسلم، لاخماد التمرد.
وبعد ذلك مباشرة، في 19 سبتمبر 2006، قام قائد الجيش سونثي بونياراتكالين ومجموعة عسكرية بإقصاء تاكسين شيناواترا في انقلاب. وبالرغم من الوعود بأجراء إصلاحات من القيادة العسكرية فقد تواصلت ثورة فطاني واشتدت حالة التمرد وزادت الخسائر في الأرواح في وقت الانقلاب ليزداد الي 1400 قتيل وقفز الرقم الي 2,579 بحلول منتصف سبتمبر
وبالرغم من إيماءات تصالحية من الطغمة العسكرية، فقد تواصلت ثورة فطاني واشتدت. وكان عدد الخسائر في الأرواح في وقت الانقلاب قد بلغ 1,400، ولكن الرقم قفز إلى 2,579 بحلول منتصف سبتمبر
وعلي الرغم من تقدم كبير في جمح العنف أعلن المجلس العسكري تحسن في الأمن والسلام سيأتي المنطقة في عام 2008. وفي مارس 2008 ارتفع عدد القتلي الي ثلاثة آلاف قتيل. وخلال حكم الحزب الديمقراطي بقيادة رئيس الوزراء ابهيسيت فيجاجيفا قال وزير الخارجية التايلاندي انه "يشعر بالتفاؤل"
وقال انه واثق من تحقيق السلام في عام 2010 وبنهاية العام 2010 ازداد العنف وحالة التمرد وفي مارس 2011 اعترفت الحكومة أخيرا ان العنف يتزايد وانه لايمكن حل المشكلة في بضعة أشهر.

## خلفية التمرد

### خلفية تاريخية
رغم التقارب الإثني بين سكان منطقة فطاني وجيرانهم الملايوين في الجنوب، قاد مملكة فطاني القديمة سلاطين فضلوا تاريخيًا ترفيد الملوك السياميين في بانكوك البعيدة. على امتداد قرون عديدة، اقتصرت الترافيد التي طلبها الملك السيامي على تقديم البونغا ماس بصورة دورية، وهي أشجار طقسية ذات أوراق ذهبية وأزهار، مثلت اعترافًا رمزيًا بالسيادة السيامية، تاركًا حكام فطاني وحدهم في أغلب الأحيان.

### الاستيعاب القسري والقومية المحلية
أكدت المعاهدة الأنجلو-سيامية عام 1909 الحكم التايلاندي على منطقة فطاني التاريخية. كان تدخل حكومة بانكوك بسيطًا على الصعيد المحلي حتى القرن العشرين، معتمدةً على المسؤولين المحليين لتطبيق سياساتها داخل منطقة فطاني. شمل ذلك استثناءً في تنفيذ القانون المدني التايلاندي، سمح للمسلمين بمواصلة مراعاة القوانين الإسلامية المحلية فيما يتعلق بقضايا الميراث والأسرة. على أي حال، شرع المارشال بلايك بيبولسونجكرام بحلول عام 1934 بعملية التوحيد التي هدفت إلى استيعاب الشعب الفطاني ثقافيًا، من بين المجموعات الإثنية الأخرى في تايلاند.
أُصدر قانون الثقافة الوطنية في سياق إرساء الطابع التايلاندي، وتعزيز مفهوم "Thai-ness" وأهدافه المركزية. كان «تفويضه الثالث» موجهًا بصورة مباشرة إلى شعب فطاني. طُبق القانون المدني التايلاندي في جميع أنحاء البلاد بحلول عام 1944، بما فيها منطقة فطاني، متجاوزًا التنازلات السابقة المتعلقة بالممارسات الإدارية الإسلامية المحلية. نُقحت المناهج الدراسية لتصبح تايلاندية التمحور، مع إعطاء جميع الدروس باللغة التايلاندية، على حساب لغة جاوي المحلية. أُزيلت المحاكم الإسلامية التقليدية التي تعاملت سابقًا مع القضايا المدنية لتحل محلها محاكم مدنية تديرها الحكومة المركزية في بانكوك وتوافق عليها. أزعجت عملية الاستيعاب القسري هذه والفرض المحسوس للممارسات الثقافية التايلاندية-البوذية على مجتمعهم إثنية الملايو الفطانية.
في عام 1947، أطلق حاجي سولونغ، مؤسس حركة فطاني الشعبية، حملة توقيع عريضة تطالب بالحكم الذاتي، واللغة، والحقوق الثقافية، وتطبيق الشريعة الإسلامية. ألقي القبض على سولونغ في يناير 1948 بتهمة الخيانة مع قادة محليين آخرين وصفوا بأنهم «انفصاليون». أُطلق سراح سولونغ من السجن عام 1952، ثم اختفى في ظروف غامضة عام 1954.
رد قادة فطاني على سياسة الحكومة التايلاندية تجاههم بعد رفض الاعتراف بهم كأقلية إثنية منفصلة ثقافيًا، فاستوحوا من أيديولوجيات مثل الناصرية، لتبدأ حركة وطنية فطانية بالنمو في خمسينيات القرن الماضي، أفضت إلى قيام تمرد جنوب تايلاند. أنشأ تنكو جلال ناصر جبهة التحرير الوطنية الفطانية (بي إن بّي بّي) بحلول عام 1959، وهي أول جماعة متمردة ملايوية الأصل. هدفت الحركات القومية في زمن تأسيسها، مثل منظمة التحرير الفطاني المتحدة (بّي يو إل أو) التي تأسست عام 1968، إلى الانفصال. صبت الجهود نحو مواصلة الكفاح المسلح من أجل إقامة دولة مستقلة يعيش فيها الشعب الفطاني بكرامة دون فرض قيم ثقافية غريبة عليهم.
شهد الثلث الأخير من القرن العشرين ظهور مجموعات متمردة مختلفة في الجنوب؛ مجموعات اتفقت على الأهداف الانفصالية عمومًا رغم بعض الاختلافات الأيديولوجية، وبررت جميعها استخدام العنف للوصول إلى أهدافهم، وإرساء نهج يتضمن مهاجمة مراكز الشرطة والجيش، والمدارس ومكاتب الحكومة التايلاندية. عاب فاعلية هذه المجموعات الاقتتال الداخلي وانعدام الوحدة فيما بينها.

### القرن الحادي والعشرون: اتساع رقعة العنف واشتداده
تجددت أعمال العنف على يد مجموعات حرب العصابات في فطاني بعد عام 2001. بينما رفع المتمردون الانفصاليون التقليديون في المنطقة أعلامهم الخاصة، وعينوا قادة لهم، وأعلنوا مسؤوليتهم عن الهجمات وأصدروا بيانات، هاجمت المجموعات الجديدة بشراسة أكثر والتزمت الصمت. أدى هذا التطور الجديد إلى إرباك السلطات التايلاندية، التي ظلت تتخبط مع بقاء هوية المتمردين الجدد في الصراع غامضة. أجرت تايلاند انتخابات حرة نسبيًا في فبراير 2005، دون اعتراض أي مرشح انفصالي على النتائج في الجنوب. اعترف رئيس اللجنة الإسلامية في ناراتيوات في يوليو من العام نفسه بأن «الهجمات تبدو منظمة تنظيمًا جيدًا، لكننا لا نعرف من يقف خلفها». رغم غطاء المجهولية وغياب المطالب الملموسة، حُددت الجماعات المنشَطة التي قادت التمرد الجديد، مثل حركة المجاهدين الفطانيين الإسلامية (جي إم آي بّي)، وخاصة تنسيقية الجبهة الثورية الوطنية وجناحها المسلح المزعوم، المعروف باسم وحدات الدوريات الصغيرة (آر كي كي).
بعد اتسام الهجمات السابقة بإطلاق المسلحين النار على رجال الشرطة في أثناء مرورهم على دراجات نارية، تصاعدت الهجمات بعد عام 2001 لتصبح هجمات جيدة التنسيق استهدفت مؤسسات الشرطة، إذ نصبت جماعات مسلحة تسليحًا جيدًا الكمائن لمخافر الشرطة ونقاطها، لتفر بعد سرقة الأسلحة والذخيرة. تضمنت التكتيكات الأخرى المستخدمة لكسب الشهرة استنادًا إلى مشاعر الصدمة والرعب جلد الرهبان البوذيين حتى الموت، وتفجير المعابد، وقطع الرؤوس، وترهيب بائعي لحم الخنازير وعملائهم، فضلًا عن هجمات إحراق المدارس عمدًا، وقتل المعلمين -معظمهم من الإناث- وحرق أجسادهم. هددت مجموعات حرب العصابات في فطاني أيضًا المسيحيين التايلانديين في مناسبات نادرة.
أعلنت الجماعات المتمردة حينها أنها لم تعد انفصالية بل جهادية متشددة، إذ قادها متشددون سلفيون ذو أهداف دينية متطرفة وعابرة للحدود، مثل الخلافة الإسلامية، على حساب هوية فطانية وطنية أو ثقافية بنّاءة. يُذكر أن الجماعات الجهادية السلفية معادية للتراث الثقافي الملايوي وممارسات مسلميها التقليديين، وتتهمهم بأنهم غير مسلمين. لا تهتم الجماعات بإنشاء دولة مستقلة منفصلة، بل تهدف إلى جعل منطقة فطاني غير قابلة للحكم.
كان الرد التايلاندي على التمرد ضعيفًا نتيجة الأساليب الخرقاء المتبعة، ونقص التدريب على مكافحة التمرد، والافتقار إلى فهم الثقافة المحلية، والتنافس بين الشرطة والجيش. يُزعم تورط العديد من رجال الشرطة المحليين بتجارة المخدرات المحلية وأنشطة إجرامية أخرى، وعليه عاملتهم قيادة الجيش في بانكوك بازدراء. رد الجيش على الهجمات في كثير من الأحيان بغارات عنيفة فتشوا فيها قرى المسلمين، ردود أدت فقط إلى أعمال انتقامية. يستفز المتمردون بصورة روتينية الحكومة التايلاندية عديمة الخبرة لترد عليهم بأساليب غير متكافئة، ما أكسبهم تعاطف السكان المسلمين.

### الأحداث الرئيسية بعد تصاعد التمرد عام 2001
تركزت الهجمات بعد عام 2001 على منشآت الشرطة والجيش، وتعرضت المدارس وغيرها من رموز السلطة التايلاندية في المنطقة للحرق العمد والقصف أيضًا. مثّل ضباط الشرطة المحليون من جميع الرتب والمسؤولون الحكوميون أهدافًا رئيسيةً للاغتيالات العشوائية، إذ سُجلت جرائم قتل بحق 19 شرطيًا إضافةً إلى 50 حادثة مرتبطة بالمتمردين في مقاطعات فطاني ويالا وناراتيوات بحلول نهاية عام 2001. كان معلمو المدارس من الأهداف الرئيسية أيضًا؛ وقفت تنسيقية الجبهة الوطنية الثورية بجناحها شبه العسكري، دوريات الوحدات الصغيرة، خلف مقتل 157 مدرسًا في المقاطعات الحدودية الجنوبية بين عامي 2004 و2013.
فشل الوجود الأمني المكثف في المنطقة في وقف أعمال العنف اليومية تقريبًا، التي تضمنت عادةً إطلاق النار من سيارة عابرة أو تفجيرات صغيرة. عمد المتمردون عند استعراض قوتهم – كل بضعة أشهر على الأقل- إلى تجنب الهجمات واسعة النطاق، مفضلين الهجمات الدقيقة جيدة التنسيق في العديد من المواقع مع تجنب الاشتباكات المباشرة مع قوات الأمن.
في تطور حديث، تم تفجير قنبلتين متتاليتين داخل مركز تسوق بيغ سي في منطقة موانغ فطاني في 9 مايو 2017 في ساعة الذروة، أصيب على إثرهما 56 شخصًا، من بينهم أطفال صغار.

## الخسائر البشرية
ملاحظة: الجداول غير شاملة 
| السنة | عدد القتلى |
| ----- | ---------- |
| 2004  | 625        |
| 2005  | 550        |
| 2006  | 780        |
| 2007  | 770        |
| 2008  | 450        |
| 2009  | 310        |